# Ньютон, Пол
Пол Ньютон (англ. Paul Newton; род. 21 февраля 1948, Андовер, Хэмпшир) — британский бас-гитарист, наиболее известный по выступлениям в группе Uriah Heep.
Ньютон начинал в группе Shinn, в которой принимали участие органист Дон Шинн и барабанщик Брайан «Блинки» Дэвисон, а затем присоединился к The Gods с Кеном Хенсли и Ли Керслейком. Он стал первым бас-гитаристом в составе Spice, вскоре превратившейся в Uriah Heep, и играл на первых трёх альбомах группы. Впоследствии в течение нескольких лет он играл в группе под названием Festival, а также работал как студийный музыкант.
Позже выступал с другими бывшими членами Uriah Heep — Кеном Хенсли, Джоном Лотоном и Ли Керслейком. Поселился в Ледбери, работал инспектором на строительстве в компании своего отца. Выступал в Behind Closed Doors (группа созданная его сыном , Джулианом), и был также членом рок-группы Rocking Aces, пока та не распалась в декабре 2013 года.

## Дискография

### Uriah Heep
- 1970 — Very 'eavy... Very 'umble
- 1971 — Salisbury
- 1971 — Look at Yourself

### The Hensley Lawton Band
- 2001 — The Return[3]

## Публикации
- Paul Newton. Bone Structure: Fact, fiction and the face. Malvern: Aspect Design Publishing, 2023[4].